# 太慈镇
太慈镇，是中华人民共和国安徽省安庆市望江县下辖的一个乡镇级行政单位。2022年8月，将太慈镇茶花村划归回龙街道管辖。

## 行政区划
太慈镇下辖以下地区：
太慈社区、新岭社区、茶花村、九龙村、红庙村、茶岭村、白莲洲村、马山村、慈湖村、桃岭村、群星村、六零圩村、郭河村、清平村和沈冲村。